# Blommersia
Genre
Blommersia est un genre d'amphibiens de la famille des Mantellidae.

## Répartition
Les 10 espèces de ce genre vivent à Madagascar ou à Mayotte .

## Liste des espèces
Selon Amphibian Species of the World (26 juin 2014) :
- Blommersia angolafa Andreone, Rosa, Noël, Crottini, Vences & Raxworthy, 2010
- Blommersia blommersae (Guibé, 1975)
- Blommersia dejongi Vences, Köhler, Pabijan & Glaw, 2010
- Blommersia domerguei (Guibé, 1974)
- Blommersia galani Vences, Köhler, Pabijan & Glaw, 2010
- Blommersia grandisonae (Guibé, 1974)
- Blommersia kely (Glaw & Vences, 1994)
- Blommersia sarotra (Glaw & Vences, 2002)
- Blommersia transmarina Glaw, Hawlitschek, Glaw K., and Vences, 2019
- Blommersia variabilis Pabijan, Gehring, Köhler, Glaw & Vences, 2011
- Blommersia wittei (Guibé, 1974)

## Étymologie
Le nom de ce genre a été choisi pour honorer l'herpétologiste néerlandaise Rose Blommers-Schlösser.

## Publication originale
- Dubois, 1992 : Notes sur la classification des Ranidae (Amphibiens anoures). Bulletin Mensuel de la Société Linnéenne de Lyon, vol. 61, p. 305-352.